# София (гора)
Софи́я — вторая по высоте (после горы Пшиш) вершина Архыза (3637,4 м). Расположена в Зеленчукском районе Карачаево-Черкесии, менее чем в 7 км от границы с Грузией. Название происходит от имени собственного Суфий (тюрк.) или родовой абазинской фамилии Софиа. Существует также предположение, что гора получила название благодаря оригинальной форме, напоминающей купол византийского храма св. Софии.
С востока и запада гору окружает долина. На горе расположен Софийский ледник. В 1896 году Большой Софийский ледник был впервые исследован российским учёным Н. А. Бушем. Со склонов Софии спускается несколько водопадов, которые формируют бурную реку Софию, приток реки Псыш. На склонах также расположены живописные Софийские озёра. К востоку от вершины находится перевал Софийское седло (высота перевала — 2640 м), с которого можно увидеть заповедную Кизгычскую долину и вершины Марухского ущелья.
Гора София привлекает к себе множество туристов, любителей природы и альпинистов.